# Copa Libertadores 2005
Navigation
Édition précédente Édition suivante
La Copa Libertadores 2005 est la 46e édition de la Copa Libertadores. Le club vainqueur de la compétition est désigné champion d'Amérique du Sud 2005 et dispute la Coupe du monde des clubs 2005 et la Recopa Sudamericana 2006.
Pour la première fois dans l'histoire de la compétition, la finale oppose deux équipes d'un même pays. São Paulo Futebol Clube s'impose face au Clube Atlético Paranaense grâce notamment à un large succès à domicile lors de la finale retour. La performance du gardien historique de São Paulo, Rogério Ceni est à noter puisqu'il inscrit cinq buts pendant la campagne de sa formation (deux penalties et trois buts sur coup franc). C'est le troisième succès pour São Paulo en Libertadores alors que le CA Paranaense dispute la première finale internationale de son histoire. Une nouvelle fois, le Brésil, le Mexique et l'Argentine dominent la compétition puisque toutes les autres équipes sont éliminées avant les quarts de finale. L'attaquant de Cerro Porteño Santiago Salcedo est sacré meilleur buteur de la compétition, après avoir inscrit neuf des treize buts de son équipe.
Le format de la compétition est à nouveau modifié cette année avec l'augmentation du nombre de clubs engagés, qui passe de 36 à 38 équipes : l'Argentine obtient un cinquième représentant alors le Mexique peut aligner 3 formations. Un tour préliminaire opposant une équipe de chaque fédération (sauf la fédération du tenant du titre qui doit engager deux équipes dans ce tour préliminaire) permet aux six qualifiés de rejoindre la phase de groupes. Celle-ci se dispute à présent sous la forme de huit poules de quatre équipes. Les deux premiers de chaque groupe se qualifient pour la phase finale, qui est elle jouée en matchs aller-retour à élimination directe. La règle des buts marqués à l'extérieur en cas d'égalité sur les deux rencontres est appliquée pour cette édition.

## Clubs engagés
| Premier tour | Premier tour | Premier tour | Premier tour | Premier tour | Premier tour | Premier tour | Premier tour | Premier tour | Premier tour | Premier tour | Premier tour | Premier tour | Premier tour | Premier tour | Premier tour |
| --- | --- | --- | --- | --- | --- | --- | --- | --- | --- | --- | --- | --- | --- | --- | --- |
| - Corporación Deportiva Once Caldas - Tenant du titre - Club Atlético Boca Juniors - Vainqueur du tournoi Ouverture 2003 - Club Atlético River Plate - Vainqueur du tournoi Clôture 2004 - Club Atlético Banfield - 1er au classement cumulé 2003-2004 - Club Atlético San Lorenzo de Almagro - 2e au classement cumulé 2003-2004 - Club Bolívar - Vainqueur du tournoi Ouverture 2004 - The Strongest La Paz - Vainqueur du tournoi Clôture 2004 - Santos Futebol Clube - Champion du Brésil 2004 - Clube Atlético Paranaense - Vice-champion du Brésil 2004 - São Paulo Futebol Clube - 3e du championnat du Brésil 2004 - Esporte Clube Santo André - Vainqueur de la Copa do Brasil 2004 - CF Universidad de Chile - Vainqueur du tournoi Ouverture 2004 - Club de Deportes Cobreloa - Vainqueur du tournoi Clôture 2004 | - Corporación Deportiva Once Caldas - Tenant du titre - Club Atlético Boca Juniors - Vainqueur du tournoi Ouverture 2003 - Club Atlético River Plate - Vainqueur du tournoi Clôture 2004 - Club Atlético Banfield - 1er au classement cumulé 2003-2004 - Club Atlético San Lorenzo de Almagro - 2e au classement cumulé 2003-2004 - Club Bolívar - Vainqueur du tournoi Ouverture 2004 - The Strongest La Paz - Vainqueur du tournoi Clôture 2004 - Santos Futebol Clube - Champion du Brésil 2004 - Clube Atlético Paranaense - Vice-champion du Brésil 2004 - São Paulo Futebol Clube - 3e du championnat du Brésil 2004 - Esporte Clube Santo André - Vainqueur de la Copa do Brasil 2004 - CF Universidad de Chile - Vainqueur du tournoi Ouverture 2004 - Club de Deportes Cobreloa - Vainqueur du tournoi Clôture 2004 | - Corporación Deportiva Once Caldas - Tenant du titre - Club Atlético Boca Juniors - Vainqueur du tournoi Ouverture 2003 - Club Atlético River Plate - Vainqueur du tournoi Clôture 2004 - Club Atlético Banfield - 1er au classement cumulé 2003-2004 - Club Atlético San Lorenzo de Almagro - 2e au classement cumulé 2003-2004 - Club Bolívar - Vainqueur du tournoi Ouverture 2004 - The Strongest La Paz - Vainqueur du tournoi Clôture 2004 - Santos Futebol Clube - Champion du Brésil 2004 - Clube Atlético Paranaense - Vice-champion du Brésil 2004 - São Paulo Futebol Clube - 3e du championnat du Brésil 2004 - Esporte Clube Santo André - Vainqueur de la Copa do Brasil 2004 - CF Universidad de Chile - Vainqueur du tournoi Ouverture 2004 - Club de Deportes Cobreloa - Vainqueur du tournoi Clôture 2004 | - Corporación Deportiva Once Caldas - Tenant du titre - Club Atlético Boca Juniors - Vainqueur du tournoi Ouverture 2003 - Club Atlético River Plate - Vainqueur du tournoi Clôture 2004 - Club Atlético Banfield - 1er au classement cumulé 2003-2004 - Club Atlético San Lorenzo de Almagro - 2e au classement cumulé 2003-2004 - Club Bolívar - Vainqueur du tournoi Ouverture 2004 - The Strongest La Paz - Vainqueur du tournoi Clôture 2004 - Santos Futebol Clube - Champion du Brésil 2004 - Clube Atlético Paranaense - Vice-champion du Brésil 2004 - São Paulo Futebol Clube - 3e du championnat du Brésil 2004 - Esporte Clube Santo André - Vainqueur de la Copa do Brasil 2004 - CF Universidad de Chile - Vainqueur du tournoi Ouverture 2004 - Club de Deportes Cobreloa - Vainqueur du tournoi Clôture 2004 | - Corporación Deportiva Once Caldas - Tenant du titre - Club Atlético Boca Juniors - Vainqueur du tournoi Ouverture 2003 - Club Atlético River Plate - Vainqueur du tournoi Clôture 2004 - Club Atlético Banfield - 1er au classement cumulé 2003-2004 - Club Atlético San Lorenzo de Almagro - 2e au classement cumulé 2003-2004 - Club Bolívar - Vainqueur du tournoi Ouverture 2004 - The Strongest La Paz - Vainqueur du tournoi Clôture 2004 - Santos Futebol Clube - Champion du Brésil 2004 - Clube Atlético Paranaense - Vice-champion du Brésil 2004 - São Paulo Futebol Clube - 3e du championnat du Brésil 2004 - Esporte Clube Santo André - Vainqueur de la Copa do Brasil 2004 - CF Universidad de Chile - Vainqueur du tournoi Ouverture 2004 - Club de Deportes Cobreloa - Vainqueur du tournoi Clôture 2004 | - Corporación Deportiva Once Caldas - Tenant du titre - Club Atlético Boca Juniors - Vainqueur du tournoi Ouverture 2003 - Club Atlético River Plate - Vainqueur du tournoi Clôture 2004 - Club Atlético Banfield - 1er au classement cumulé 2003-2004 - Club Atlético San Lorenzo de Almagro - 2e au classement cumulé 2003-2004 - Club Bolívar - Vainqueur du tournoi Ouverture 2004 - The Strongest La Paz - Vainqueur du tournoi Clôture 2004 - Santos Futebol Clube - Champion du Brésil 2004 - Clube Atlético Paranaense - Vice-champion du Brésil 2004 - São Paulo Futebol Clube - 3e du championnat du Brésil 2004 - Esporte Clube Santo André - Vainqueur de la Copa do Brasil 2004 - CF Universidad de Chile - Vainqueur du tournoi Ouverture 2004 - Club de Deportes Cobreloa - Vainqueur du tournoi Clôture 2004 | - Corporación Deportiva Once Caldas - Tenant du titre - Club Atlético Boca Juniors - Vainqueur du tournoi Ouverture 2003 - Club Atlético River Plate - Vainqueur du tournoi Clôture 2004 - Club Atlético Banfield - 1er au classement cumulé 2003-2004 - Club Atlético San Lorenzo de Almagro - 2e au classement cumulé 2003-2004 - Club Bolívar - Vainqueur du tournoi Ouverture 2004 - The Strongest La Paz - Vainqueur du tournoi Clôture 2004 - Santos Futebol Clube - Champion du Brésil 2004 - Clube Atlético Paranaense - Vice-champion du Brésil 2004 - São Paulo Futebol Clube - 3e du championnat du Brésil 2004 - Esporte Clube Santo André - Vainqueur de la Copa do Brasil 2004 - CF Universidad de Chile - Vainqueur du tournoi Ouverture 2004 - Club de Deportes Cobreloa - Vainqueur du tournoi Clôture 2004 | - Corporación Deportiva Once Caldas - Tenant du titre - Club Atlético Boca Juniors - Vainqueur du tournoi Ouverture 2003 - Club Atlético River Plate - Vainqueur du tournoi Clôture 2004 - Club Atlético Banfield - 1er au classement cumulé 2003-2004 - Club Atlético San Lorenzo de Almagro - 2e au classement cumulé 2003-2004 - Club Bolívar - Vainqueur du tournoi Ouverture 2004 - The Strongest La Paz - Vainqueur du tournoi Clôture 2004 - Santos Futebol Clube - Champion du Brésil 2004 - Clube Atlético Paranaense - Vice-champion du Brésil 2004 - São Paulo Futebol Clube - 3e du championnat du Brésil 2004 - Esporte Clube Santo André - Vainqueur de la Copa do Brasil 2004 - CF Universidad de Chile - Vainqueur du tournoi Ouverture 2004 - Club de Deportes Cobreloa - Vainqueur du tournoi Clôture 2004 | - Independiente Medellin - Vainqueur du tournoi Ouverture 2004 - Club Deportivo Cuenca - Champion d'Équateur 2004 - Centro Deportivo Olmedo - Vice-champion d'Équateur 2004 - Club de Fútbol Pachuca - Vainqueur du barrage pré-Libertadores 2005 - Tigres UNANL - Vainqueur de l'InterLiga 2005 - Cerro Porteño - Champion du Paraguay 2004 - Club Libertad - 1er au classement cumulé 2004 - Club Alianza Lima - Vainqueur du tournoi Ouverture 2004 - Club Sporting Cristal - Vainqueur du tournoi Clôture 2004 - Danubio Fútbol Club - Champion d'Uruguay 2004 - Club Nacional de Football - Vice-champion d'Uruguay 2004 - Caracas Futbol Club - Champion du Venezuela 2003-2004 - Deportivo Táchira FC - 2e au classement cumulé 2003-2004 | - Independiente Medellin - Vainqueur du tournoi Ouverture 2004 - Club Deportivo Cuenca - Champion d'Équateur 2004 - Centro Deportivo Olmedo - Vice-champion d'Équateur 2004 - Club de Fútbol Pachuca - Vainqueur du barrage pré-Libertadores 2005 - Tigres UNANL - Vainqueur de l'InterLiga 2005 - Cerro Porteño - Champion du Paraguay 2004 - Club Libertad - 1er au classement cumulé 2004 - Club Alianza Lima - Vainqueur du tournoi Ouverture 2004 - Club Sporting Cristal - Vainqueur du tournoi Clôture 2004 - Danubio Fútbol Club - Champion d'Uruguay 2004 - Club Nacional de Football - Vice-champion d'Uruguay 2004 - Caracas Futbol Club - Champion du Venezuela 2003-2004 - Deportivo Táchira FC - 2e au classement cumulé 2003-2004 | - Independiente Medellin - Vainqueur du tournoi Ouverture 2004 - Club Deportivo Cuenca - Champion d'Équateur 2004 - Centro Deportivo Olmedo - Vice-champion d'Équateur 2004 - Club de Fútbol Pachuca - Vainqueur du barrage pré-Libertadores 2005 - Tigres UNANL - Vainqueur de l'InterLiga 2005 - Cerro Porteño - Champion du Paraguay 2004 - Club Libertad - 1er au classement cumulé 2004 - Club Alianza Lima - Vainqueur du tournoi Ouverture 2004 - Club Sporting Cristal - Vainqueur du tournoi Clôture 2004 - Danubio Fútbol Club - Champion d'Uruguay 2004 - Club Nacional de Football - Vice-champion d'Uruguay 2004 - Caracas Futbol Club - Champion du Venezuela 2003-2004 - Deportivo Táchira FC - 2e au classement cumulé 2003-2004 | - Independiente Medellin - Vainqueur du tournoi Ouverture 2004 - Club Deportivo Cuenca - Champion d'Équateur 2004 - Centro Deportivo Olmedo - Vice-champion d'Équateur 2004 - Club de Fútbol Pachuca - Vainqueur du barrage pré-Libertadores 2005 - Tigres UNANL - Vainqueur de l'InterLiga 2005 - Cerro Porteño - Champion du Paraguay 2004 - Club Libertad - 1er au classement cumulé 2004 - Club Alianza Lima - Vainqueur du tournoi Ouverture 2004 - Club Sporting Cristal - Vainqueur du tournoi Clôture 2004 - Danubio Fútbol Club - Champion d'Uruguay 2004 - Club Nacional de Football - Vice-champion d'Uruguay 2004 - Caracas Futbol Club - Champion du Venezuela 2003-2004 - Deportivo Táchira FC - 2e au classement cumulé 2003-2004 | - Independiente Medellin - Vainqueur du tournoi Ouverture 2004 - Club Deportivo Cuenca - Champion d'Équateur 2004 - Centro Deportivo Olmedo - Vice-champion d'Équateur 2004 - Club de Fútbol Pachuca - Vainqueur du barrage pré-Libertadores 2005 - Tigres UNANL - Vainqueur de l'InterLiga 2005 - Cerro Porteño - Champion du Paraguay 2004 - Club Libertad - 1er au classement cumulé 2004 - Club Alianza Lima - Vainqueur du tournoi Ouverture 2004 - Club Sporting Cristal - Vainqueur du tournoi Clôture 2004 - Danubio Fútbol Club - Champion d'Uruguay 2004 - Club Nacional de Football - Vice-champion d'Uruguay 2004 - Caracas Futbol Club - Champion du Venezuela 2003-2004 - Deportivo Táchira FC - 2e au classement cumulé 2003-2004 | - Independiente Medellin - Vainqueur du tournoi Ouverture 2004 - Club Deportivo Cuenca - Champion d'Équateur 2004 - Centro Deportivo Olmedo - Vice-champion d'Équateur 2004 - Club de Fútbol Pachuca - Vainqueur du barrage pré-Libertadores 2005 - Tigres UNANL - Vainqueur de l'InterLiga 2005 - Cerro Porteño - Champion du Paraguay 2004 - Club Libertad - 1er au classement cumulé 2004 - Club Alianza Lima - Vainqueur du tournoi Ouverture 2004 - Club Sporting Cristal - Vainqueur du tournoi Clôture 2004 - Danubio Fútbol Club - Champion d'Uruguay 2004 - Club Nacional de Football - Vice-champion d'Uruguay 2004 - Caracas Futbol Club - Champion du Venezuela 2003-2004 - Deportivo Táchira FC - 2e au classement cumulé 2003-2004 | - Independiente Medellin - Vainqueur du tournoi Ouverture 2004 - Club Deportivo Cuenca - Champion d'Équateur 2004 - Centro Deportivo Olmedo - Vice-champion d'Équateur 2004 - Club de Fútbol Pachuca - Vainqueur du barrage pré-Libertadores 2005 - Tigres UNANL - Vainqueur de l'InterLiga 2005 - Cerro Porteño - Champion du Paraguay 2004 - Club Libertad - 1er au classement cumulé 2004 - Club Alianza Lima - Vainqueur du tournoi Ouverture 2004 - Club Sporting Cristal - Vainqueur du tournoi Clôture 2004 - Danubio Fútbol Club - Champion d'Uruguay 2004 - Club Nacional de Football - Vice-champion d'Uruguay 2004 - Caracas Futbol Club - Champion du Venezuela 2003-2004 - Deportivo Táchira FC - 2e au classement cumulé 2003-2004 | - Independiente Medellin - Vainqueur du tournoi Ouverture 2004 - Club Deportivo Cuenca - Champion d'Équateur 2004 - Centro Deportivo Olmedo - Vice-champion d'Équateur 2004 - Club de Fútbol Pachuca - Vainqueur du barrage pré-Libertadores 2005 - Tigres UNANL - Vainqueur de l'InterLiga 2005 - Cerro Porteño - Champion du Paraguay 2004 - Club Libertad - 1er au classement cumulé 2004 - Club Alianza Lima - Vainqueur du tournoi Ouverture 2004 - Club Sporting Cristal - Vainqueur du tournoi Clôture 2004 - Danubio Fútbol Club - Champion d'Uruguay 2004 - Club Nacional de Football - Vice-champion d'Uruguay 2004 - Caracas Futbol Club - Champion du Venezuela 2003-2004 - Deportivo Táchira FC - 2e au classement cumulé 2003-2004 |
| Tour préliminaire | | | | | | | | | | | | | | | |
| - Quilmes AC - 2e au classement cumulé 2003-2004 - Oriente Petrolero - Vainqueur du barrage pré-Libertadores 2004 - Sociedade Esportiva Palmeiras - 4e du championnat du Brésil 2004 - Club Social y Deportivo Colo-Colo - 1er au classement cumulé 2004 - Atlético Junior - Vainqueur du tournoi Clôture 2004 - Corporación Deportiva América Cali - 1er au classement cumulé 2004 | - Quilmes AC - 2e au classement cumulé 2003-2004 - Oriente Petrolero - Vainqueur du barrage pré-Libertadores 2004 - Sociedade Esportiva Palmeiras - 4e du championnat du Brésil 2004 - Club Social y Deportivo Colo-Colo - 1er au classement cumulé 2004 - Atlético Junior - Vainqueur du tournoi Clôture 2004 - Corporación Deportiva América Cali - 1er au classement cumulé 2004 | - Quilmes AC - 2e au classement cumulé 2003-2004 - Oriente Petrolero - Vainqueur du barrage pré-Libertadores 2004 - Sociedade Esportiva Palmeiras - 4e du championnat du Brésil 2004 - Club Social y Deportivo Colo-Colo - 1er au classement cumulé 2004 - Atlético Junior - Vainqueur du tournoi Clôture 2004 - Corporación Deportiva América Cali - 1er au classement cumulé 2004 | - Quilmes AC - 2e au classement cumulé 2003-2004 - Oriente Petrolero - Vainqueur du barrage pré-Libertadores 2004 - Sociedade Esportiva Palmeiras - 4e du championnat du Brésil 2004 - Club Social y Deportivo Colo-Colo - 1er au classement cumulé 2004 - Atlético Junior - Vainqueur du tournoi Clôture 2004 - Corporación Deportiva América Cali - 1er au classement cumulé 2004 | - Quilmes AC - 2e au classement cumulé 2003-2004 - Oriente Petrolero - Vainqueur du barrage pré-Libertadores 2004 - Sociedade Esportiva Palmeiras - 4e du championnat du Brésil 2004 - Club Social y Deportivo Colo-Colo - 1er au classement cumulé 2004 - Atlético Junior - Vainqueur du tournoi Clôture 2004 - Corporación Deportiva América Cali - 1er au classement cumulé 2004 | - Quilmes AC - 2e au classement cumulé 2003-2004 - Oriente Petrolero - Vainqueur du barrage pré-Libertadores 2004 - Sociedade Esportiva Palmeiras - 4e du championnat du Brésil 2004 - Club Social y Deportivo Colo-Colo - 1er au classement cumulé 2004 - Atlético Junior - Vainqueur du tournoi Clôture 2004 - Corporación Deportiva América Cali - 1er au classement cumulé 2004 | - Quilmes AC - 2e au classement cumulé 2003-2004 - Oriente Petrolero - Vainqueur du barrage pré-Libertadores 2004 - Sociedade Esportiva Palmeiras - 4e du championnat du Brésil 2004 - Club Social y Deportivo Colo-Colo - 1er au classement cumulé 2004 - Atlético Junior - Vainqueur du tournoi Clôture 2004 - Corporación Deportiva América Cali - 1er au classement cumulé 2004 | - Quilmes AC - 2e au classement cumulé 2003-2004 - Oriente Petrolero - Vainqueur du barrage pré-Libertadores 2004 - Sociedade Esportiva Palmeiras - 4e du championnat du Brésil 2004 - Club Social y Deportivo Colo-Colo - 1er au classement cumulé 2004 - Atlético Junior - Vainqueur du tournoi Clôture 2004 - Corporación Deportiva América Cali - 1er au classement cumulé 2004 | - LDU Quito - 3e de l'Hexagonal 2004 - Chivas de Guadalajara - Vainqueur de la seconde phase de l’InterLiga 2005 - Tacuary FC - 2e au classement cumulé 2004 - Cienciano del Cusco - 1er au classement cumulé 2004 - Club Atlético Peñarol - Vainqueur de la Liguilla pré-Libertadores 2004 - Mineros de Guayana - 3e au classement cumulé 2003-2004 | - LDU Quito - 3e de l'Hexagonal 2004 - Chivas de Guadalajara - Vainqueur de la seconde phase de l’InterLiga 2005 - Tacuary FC - 2e au classement cumulé 2004 - Cienciano del Cusco - 1er au classement cumulé 2004 - Club Atlético Peñarol - Vainqueur de la Liguilla pré-Libertadores 2004 - Mineros de Guayana - 3e au classement cumulé 2003-2004 | - LDU Quito - 3e de l'Hexagonal 2004 - Chivas de Guadalajara - Vainqueur de la seconde phase de l’InterLiga 2005 - Tacuary FC - 2e au classement cumulé 2004 - Cienciano del Cusco - 1er au classement cumulé 2004 - Club Atlético Peñarol - Vainqueur de la Liguilla pré-Libertadores 2004 - Mineros de Guayana - 3e au classement cumulé 2003-2004 | - LDU Quito - 3e de l'Hexagonal 2004 - Chivas de Guadalajara - Vainqueur de la seconde phase de l’InterLiga 2005 - Tacuary FC - 2e au classement cumulé 2004 - Cienciano del Cusco - 1er au classement cumulé 2004 - Club Atlético Peñarol - Vainqueur de la Liguilla pré-Libertadores 2004 - Mineros de Guayana - 3e au classement cumulé 2003-2004 | - LDU Quito - 3e de l'Hexagonal 2004 - Chivas de Guadalajara - Vainqueur de la seconde phase de l’InterLiga 2005 - Tacuary FC - 2e au classement cumulé 2004 - Cienciano del Cusco - 1er au classement cumulé 2004 - Club Atlético Peñarol - Vainqueur de la Liguilla pré-Libertadores 2004 - Mineros de Guayana - 3e au classement cumulé 2003-2004 | - LDU Quito - 3e de l'Hexagonal 2004 - Chivas de Guadalajara - Vainqueur de la seconde phase de l’InterLiga 2005 - Tacuary FC - 2e au classement cumulé 2004 - Cienciano del Cusco - 1er au classement cumulé 2004 - Club Atlético Peñarol - Vainqueur de la Liguilla pré-Libertadores 2004 - Mineros de Guayana - 3e au classement cumulé 2003-2004 | - LDU Quito - 3e de l'Hexagonal 2004 - Chivas de Guadalajara - Vainqueur de la seconde phase de l’InterLiga 2005 - Tacuary FC - 2e au classement cumulé 2004 - Cienciano del Cusco - 1er au classement cumulé 2004 - Club Atlético Peñarol - Vainqueur de la Liguilla pré-Libertadores 2004 - Mineros de Guayana - 3e au classement cumulé 2003-2004 | - LDU Quito - 3e de l'Hexagonal 2004 - Chivas de Guadalajara - Vainqueur de la seconde phase de l’InterLiga 2005 - Tacuary FC - 2e au classement cumulé 2004 - Cienciano del Cusco - 1er au classement cumulé 2004 - Club Atlético Peñarol - Vainqueur de la Liguilla pré-Libertadores 2004 - Mineros de Guayana - 3e au classement cumulé 2003-2004 |

## Compétition

### Tour préliminaire
| Équipe 1              | Résultat | Équipe 2                      | Aller | Retour |
| --------------------- | -------- | ----------------------------- | ----- | ------ |
| Mineros de Guayana    | 1 - 5    | CD América Cali               | 0 - 2 | 1 - 3  |
| Chivas de Guadalajara | 8 - 2    | Cienciano del Cusco           | 3 - 1 | 5 - 1  |
| Quilmes AC            | 2e - 2   | CSD Colo-Colo                 | 0 - 0 | 2 - 2  |
| Tacuary FC            | 2 - 4    | Sociedade Esportiva Palmeiras | 2 - 2 | 0 - 2  |
| Atlético Junior       | 5 - 2    | Oriente Petrolero             | 2 - 1 | 3 - 1  |
| LDU Quito             | 4e - 4   | Club Atlético Peñarol         | 3 - 0 | 1 - 4  |

### Premier tour
| Rang | Équipe                    | Pts | J | G | N | P | Bp | Bc | Diff |  | Résultats (▼ dom., ► ext.) |     |     |     |     |
| ---- | ------------------------- | --- | - | - | - | - | -- | -- | ---- |  | -------------------------- | --- | --- | --- | --- |
| 1    | Independiente Medellin    | 10  | 6 | 3 | 1 | 2 | 14 | 8  | +6   |  | Independiente Medellin     |     | 2-2 | 2-0 | 4-2 |
| 2    | Clube Atlético Paranaense | 10  | 6 | 3 | 1 | 2 | 8  | 11 | -3   |  | Clube Atlético Paranaense  | 0-4 |     | 2-1 | 1-0 |
| 3    | CD América Cali           | 9   | 6 | 3 | 0 | 3 | 7  | 7  | 0    |  | CD América Cali            | 1-0 | 3-1 |     | 0-1 |
| 4    | Club Libertad             | 6   | 6 | 2 | 0 | 4 | 8  | 11 | -3   |  | Club Libertad              | 3-2 | 1-2 | 1-2 |     |

| Rang | Équipe               | Pts | J | G | N | P | Bp | Bc | Diff |  | Résultats (▼ dom., ► ext.) |     |     |     |     |
| ---- | -------------------- | --- | - | - | - | - | -- | -- | ---- |  | -------------------------- | --- | --- | --- | --- |
| 1    | Santos Futebol Clube | 12  | 6 | 4 | 0 | 2 | 18 | 10 | +8   |  | Santos Futebol Clube       |     | 3-1 | 3-2 | 6-0 |
| 2    | LDU Quito            | 8   | 6 | 2 | 2 | 2 | 7  | 10 | -3   |  | LDU Quito                  | 2-1 |     | 1-1 | 1-0 |
| 3    | Danubio Fútbol Club  | 7   | 6 | 2 | 1 | 3 | 9  | 8  | +1   |  | Danubio Fútbol Club        | 1-2 | 3-0 |     | 2-0 |
| 4    | Club Bolívar         | 7   | 6 | 2 | 1 | 3 | 8  | 14 | -6   |  | Club Bolívar               | 4-3 | 2-2 | 2-0 |     |

| Rang | Équipe                  | Pts | J | G | N | P | Bp | Bc | Diff |  | Résultats (▼ dom., ► ext.) |     |     |     |     |
| ---- | ----------------------- | --- | - | - | - | - | -- | -- | ---- |  | -------------------------- | --- | --- | --- | --- |
| 1    | São Paulo Futebol Clube | 12  | 6 | 3 | 3 | 0 | 16 | 9  | +7   |  | São Paulo Futebol Clube    |     | 4-2 | 3-1 | 3-0 |
| 2    | CF Universidad de Chile | 9   | 6 | 2 | 3 | 1 | 9  | 9  | 0    |  | CF Universidad de Chile    | 1-1 |     | 3-2 | 2-1 |
| 3    | Quilmes AC              | 5   | 6 | 1 | 2 | 3 | 8  | 11 | -3   |  | Quilmes AC                 | 2-2 | 1-1 |     | 1-0 |
| 4    | The Strongest La Paz    | 5   | 6 | 1 | 2 | 3 | 6  | 10 | -4   |  | The Strongest La Paz       | 3-3 | 0-0 | 2-1 |     |

| Rang | Équipe                    | Pts | J | G | N | P | Bp | Bc | Diff |  | Résultats (▼ dom., ► ext.) |     |     |     |     |
| ---- | ------------------------- | --- | - | - | - | - | -- | -- | ---- |  | -------------------------- | --- | --- | --- | --- |
| 1    | Cerro Porteño             | 12  | 6 | 3 | 3 | 0 | 10 | 4  | +6   |  | Cerro Porteño              |     | 1-1 | 1-0 | 3-1 |
| 2    | SE Palmeiras              | 9   | 6 | 2 | 3 | 1 | 8  | 5  | +3   |  | SE Palmeiras               | 0-0 |     | 1-1 | 3-0 |
| 3    | Esporte Clube Santo André | 8   | 6 | 2 | 2 | 2 | 11 | 6  | +5   |  | Esporte Clube Santo André  | 2-2 | 2-1 |     | 6-0 |
| 4    | Deportivo Táchira FC      | 3   | 6 | 1 | 0 | 5 | 3  | 17 | -14  |  | Deportivo Táchira FC       | 0-3 | 1-2 | 1-0 |     |

| Rang | Équipe                    | Pts | J | G | N | P | Bp | Bc | Diff |  | Résultats (▼ dom., ► ext.) |     |     |     |     |
| ---- | ------------------------- | --- | - | - | - | - | -- | -- | ---- |  | -------------------------- | --- | --- | --- | --- |
| 1    | Club Atlético River Plate | 16  | 6 | 5 | 1 | 0 | 12 | 5  | +7   |  | Club Atlético River Plate  |     | 2-1 | 1-1 | 1-0 |
| 2    | Atlético Junior           | 9   | 6 | 3 | 0 | 3 | 8  | 9  | -1   |  | Atlético Junior            | 0-2 |     | 2-0 | 3-2 |
| 3    | Centro Deportivo Olmedo   | 7   | 6 | 2 | 1 | 3 | 10 | 11 | -1   |  | Centro Deportivo Olmedo    | 2-3 | 3-1 |     | 2-3 |
| 4    | Club Nacional de Football | 3   | 6 | 1 | 0 | 5 | 7  | 12 | -5   |  | Club Nacional de Football  | 1-3 | 0-1 | 1-2 |     |

| Rang | Équipe                 | Pts | J | G | N | P | Bp | Bc | Diff |  | Résultats (▼ dom., ► ext.) |     |     |     |     |
| ---- | ---------------------- | --- | - | - | - | - | -- | -- | ---- |  | -------------------------- | --- | --- | --- | --- |
| 1    | Tigres UANL            | 12  | 6 | 3 | 3 | 0 | 13 | 5  | +8   |  | Tigres UANL                |     | 2-2 | 0-0 | 3-1 |
| 2    | Club Atlético Banfield | 11  | 6 | 3 | 2 | 1 | 10 | 9  | +1   |  | Club Atlético Banfield     | 0-3 |     | 3-2 | 3-1 |
| 3    | Club Alianza Lima      | 5   | 6 | 1 | 2 | 3 | 4  | 7  | -3   |  | Club Alianza Lima          | 0-0 | 0-1 |     | 2-1 |
| 4    | Caracas Futbol Club    | 4   | 6 | 1 | 1 | 4 | 8  | 14 | -6   |  | Caracas Futbol Club        | 2-5 | 1-1 | 2-0 |     |

| Rang | Équipe                    | Pts | J | G | N | P | Bp | Bc | Diff |  | Résultats (▼ dom., ► ext.) |     |     |     |     |
| ---- | ------------------------- | --- | - | - | - | - | -- | -- | ---- |  | -------------------------- | --- | --- | --- | --- |
| 1    | Chivas de Guadalajara     | 11  | 6 | 3 | 2 | 1 | 10 | 7  | +3   |  | Chivas de Guadalajara      |     | 0-0 | 3-1 | 2-1 |
| 2    | CD Once CaldasT           | 9   | 6 | 2 | 3 | 1 | 6  | 4  | +2   |  | CD Once CaldasT            | 4-2 |     | 0-0 | 0-0 |
| 3    | Club de Deportes Cobreloa | 8   | 6 | 2 | 2 | 2 | 6  | 7  | -1   |  | Club de Deportes Cobreloa  | 1-3 | 2-1 |     | 2-0 |
| 4    | CA San Lorenzo            | 3   | 6 | 0 | 3 | 3 | 1  | 5  | -4   |  | CA San Lorenzo             | 0-0 | 0-1 | 0-0 |     |

| Rang | Équipe                     | Pts | J | G | N | P | Bp | Bc | Diff |  | Résultats (▼ dom., ► ext.) |     |     |     |     |
| ---- | -------------------------- | --- | - | - | - | - | -- | -- | ---- |  | -------------------------- | --- | --- | --- | --- |
| 1    | Club Atlético Boca Juniors | 13  | 6 | 4 | 1 | 1 | 14 | 3  | +11  |  | Club Atlético Boca Juniors |     | 4-0 | 3-0 | 3-0 |
| 2    | Club de Fútbol Pachuca     | 10  | 6 | 3 | 1 | 2 | 8  | 9  | -1   |  | Club de Fútbol Pachuca     | 3-1 |     | 2-0 | 2-1 |
| 3    | Club Sporting Cristal      | 7   | 6 | 2 | 1 | 3 | 5  | 10 | -5   |  | Club Sporting Cristal      | 0-3 | 2-0 |     | 1-0 |
| 4    | Club Deportivo Cuenca      | 3   | 6 | 0 | 3 | 3 | 4  | 9  | -5   |  | Club Deportivo Cuenca      | 0-0 | 1-1 | 2-2 |     |

### Tableau final
Il n'y a pas de tirage au sort pour la phase finale. Les seize qualifiés sont classés en fonction de leurs résultats lors du premier tour (les premiers de 1 à 8, les seconds de 9 à 16) et un tableau est créé avec les affiches déjà connues. 
| Rang | Équipe                     | Pts | J | G | N | P | Bp | Bc | Diff |
| ---- | -------------------------- | --- | - | - | - | - | -- | -- | ---- |
| 1    | Club Atlético River Plate  | 16  | 6 | 5 | 1 | 0 | 12 | 5  | +7   |
| 2    | Club Atlético Boca Juniors | 13  | 6 | 4 | 1 | 1 | 14 | 3  | +11  |
| 3    | Santos Futebol Clube       | 12  | 6 | 4 | 0 | 2 | 18 | 10 | +8   |
| 4    | Tigres UANL                | 12  | 6 | 3 | 3 | 0 | 13 | 5  | +8   |
| 5    | São Paulo Futebol Clube    | 12  | 6 | 3 | 3 | 0 | 16 | 9  | +7   |
| 6    | Cerro Porteño              | 12  | 6 | 3 | 3 | 0 | 10 | 4  | +6   |
| 7    | Chivas de Guadalajara      | 11  | 6 | 3 | 2 | 1 | 10 | 7  | +3   |
| 8    | Independiente Medellin     | 10  | 6 | 3 | 1 | 2 | 8  | 11 | -3   |

| Rang | Équipe                        | Pts | J | G | N | P | Bp | Bc | Diff |
| ---- | ----------------------------- | --- | - | - | - | - | -- | -- | ---- |
| 9    | Club Atlético Banfield        | 11  | 6 | 3 | 2 | 1 | 10 | 9  | +1   |
| 10   | Club de Fútbol Pachuca        | 10  | 6 | 3 | 1 | 2 | 8  | 9  | -1   |
| 11   | Clube Atlético Paranaense     | 10  | 6 | 3 | 1 | 2 | 8  | 11 | -3   |
| 12   | Sociedade Esportiva Palmeiras | 9   | 6 | 2 | 3 | 1 | 8  | 5  | +3   |
| 13   | Once Caldas                   | 9   | 6 | 2 | 3 | 1 | 6  | 4  | +2   |
| 14   | CF Universidad de Chile       | 9   | 6 | 2 | 3 | 1 | 9  | 9  | 0    |
| 15   | Atlético Junior               | 9   | 6 | 3 | 0 | 3 | 8  | 9  | -1   |
| 16   | LDU Quito                     | 8   | 6 | 2 | 2 | 2 | 7  | 10 | -3   |

|  | Huitièmes de finale | Huitièmes de finale           | Huitièmes de finale        | Huitièmes de finale        |                           |                           | Quarts de finale | Quarts de finale | Quarts de finale | Quarts de finale |  |  | Demi-finales | Demi-finales | Demi-finales | Demi-finales |  |  | Finale | Finale | Finale | Finale |
|  |                     |                               |                            |                            |                           |                           |                  |                  |                  |                  |  |  |              |              |              |              |  |  |        |        |        |        |
|  |                     |                               |                            |                            |                           |                           |                  |                  |                  |                  |  |  |              |              |              |              |  |  |        |        |        |        |
|  | 11                  | Clube Atlético Paranaense tab | 2                          | 1 (5)                      |                           |                           |                  |                  |                  |                  |  |  |              |              |              |              |  |  |        |        |        |        |
|  | 11                  | Clube Atlético Paranaense tab | 2                          | 1 (5)                      |                           |                           |                  |                  |                  |                  |  |  |              |              |              |              |  |  |        |        |        |        |
|  | 6                   | Cerro Porteño                 | 1                          | 2 (4)                      |                           |                           |                  |                  |                  |                  |  |  |              |              |              |              |  |  |        |        |        |        |
|  | 6                   | Cerro Porteño                 | 1                          | 2 (4)                      | Clube Atlético Paranaense | Clube Atlético Paranaense | 3                | 2                |                  |                  |  |  |              |              |              |              |  |  |        |        |        |        |
|  |                     |                               |                            |                            | Clube Atlético Paranaense | Clube Atlético Paranaense | 3                | 2                |                  |                  |  |  |              |              |              |              |  |  |        |        |        |        |
|  |                     |                               | Santos Futebol Clube       | Santos Futebol Clube       | 2                         | 0                         |                  |                  |                  |                  |  |  |              |              |              |              |  |  |        |        |        |        |
|  | 14                  | CF Universidad de Chile       | Santos Futebol Clube       | Santos Futebol Clube       | 2                         | 0                         | 2                | 0                |                  |                  |  |  |              |              |              |              |  |  |        |        |        |        |
|  | 14                  | CF Universidad de Chile       |                            |                            |                           |                           |                  | 0                |                  |                  |  |  |              |              |              |              |  |  |        |        |        |        |
|  | 3                   | Santos Futebol Clube          | 1                          | 3                          |                           |                           |                  |                  |                  |                  |  |  |              |              |              |              |  |  |        |        |        |        |
|  | 3                   | Santos Futebol Clube          | 1                          | 3                          | Clube Atlético Paranaense | Clube Atlético Paranaense | 3                | 2                |                  |                  |  |  |              |              |              |              |  |  |        |        |        |        |
|  |                     |                               |                            |                            | Clube Atlético Paranaense | Clube Atlético Paranaense | 3                | 2                |                  |                  |  |  |              |              |              |              |  |  |        |        |        |        |
|  |                     |                               | Chivas de Guadalajara      | Chivas de Guadalajara      | 0                         | 2                         |                  |                  |                  |                  |  |  |              |              |              |              |  |  |        |        |        |        |
|  | 10                  | CF Pachuca                    | Chivas de Guadalajara      | Chivas de Guadalajara      | 0                         | 2                         | 1                | 1                |                  |                  |  |  |              |              |              |              |  |  |        |        |        |        |
|  | 10                  | CF Pachuca                    |                            |                            |                           |                           |                  | 1                |                  |                  |  |  |              |              |              |              |  |  |        |        |        |        |
|  | 7                   | Chivas de Guadalajara         | 1                          | 3                          |                           |                           |                  |                  |                  |                  |  |  |              |              |              |              |  |  |        |        |        |        |
|  | 7                   | Chivas de Guadalajara         | 1                          | 3                          | Chivas de Guadalajara     | Chivas de Guadalajara     | 4                | 0                |                  |                  |  |  |              |              |              |              |  |  |        |        |        |        |
|  |                     |                               |                            |                            | Chivas de Guadalajara     | Chivas de Guadalajara     | 4                | 0                |                  |                  |  |  |              |              |              |              |  |  |        |        |        |        |
|  |                     |                               | Club Atlético Boca Juniors | Club Atlético Boca Juniors | 0                         | 0                         |                  |                  |                  |                  |  |  |              |              |              |              |  |  |        |        |        |        |
|  | 15                  | Atlético Junior               | Club Atlético Boca Juniors | Club Atlético Boca Juniors | 0                         | 0                         | 3                | 0                |                  |                  |  |  |              |              |              |              |  |  |        |        |        |        |
|  | 15                  | Atlético Junior               |                            |                            |                           |                           |                  | 0                |                  |                  |  |  |              |              |              |              |  |  |        |        |        |        |
|  | 2                   | Club Atlético Boca Juniors    | 3                          | 4                          |                           |                           |                  |                  |                  |                  |  |  |              |              |              |              |  |  |        |        |        |        |
|  | 2                   | Club Atlético Boca Juniors    | 3                          | 4                          | Clube Atlético Paranaense | Clube Atlético Paranaense | 1                | 0                |                  |                  |  |  |              |              |              |              |  |  |        |        |        |        |
|  |                     |                               |                            |                            | Clube Atlético Paranaense | Clube Atlético Paranaense | 1                | 0                |                  |                  |  |  |              |              |              |              |  |  |        |        |        |        |
|  |                     |                               | São Paulo Futebol Clube    | São Paulo Futebol Clube    | 1                         | 4                         |                  |                  |                  |                  |  |  |              |              |              |              |  |  |        |        |        |        |
|  | 12                  | Sociedade Esportiva Palmeiras | São Paulo Futebol Clube    | São Paulo Futebol Clube    | 1                         | 4                         | 0                | 0                |                  |                  |  |  |              |              |              |              |  |  |        |        |        |        |
|  | 12                  | Sociedade Esportiva Palmeiras |                            |                            |                           |                           |                  | 0                |                  |                  |  |  |              |              |              |              |  |  |        |        |        |        |
|  | 5                   | São Paulo Futebol Clube       | 1                          | 2                          |                           |                           |                  |                  |                  |                  |  |  |              |              |              |              |  |  |        |        |        |        |
|  | 5                   | São Paulo Futebol Clube       | 1                          | 2                          | São Paulo Futebol Clube   | São Paulo Futebol Clube   | 4                | 1                |                  |                  |  |  |              |              |              |              |  |  |        |        |        |        |
|  |                     |                               |                            |                            | São Paulo Futebol Clube   | São Paulo Futebol Clube   | 4                | 1                |                  |                  |  |  |              |              |              |              |  |  |        |        |        |        |
|  |                     |                               | Tigres UANL                | Tigres UANL                | 0                         | 2                         |                  |                  |                  |                  |  |  |              |              |              |              |  |  |        |        |        |        |
|  | 13                  | Once CaldasT                  | Tigres UANL                | Tigres UANL                | 0                         | 2                         | 1                | 1                |                  |                  |  |  |              |              |              |              |  |  |        |        |        |        |
|  | 13                  | Once CaldasT                  |                            |                            |                           |                           |                  | 1                |                  |                  |  |  |              |              |              |              |  |  |        |        |        |        |
|  | 4                   | Tigres UANL                   | 1                          | 2                          |                           |                           |                  |                  |                  |                  |  |  |              |              |              |              |  |  |        |        |        |        |
|  | 4                   | Tigres UANL                   | 1                          | 2                          | São Paulo Futebol Clube   | São Paulo Futebol Clube   | 2                | 3                |                  |                  |  |  |              |              |              |              |  |  |        |        |        |        |
|  |                     |                               |                            |                            | São Paulo Futebol Clube   | São Paulo Futebol Clube   | 2                | 3                |                  |                  |  |  |              |              |              |              |  |  |        |        |        |        |
|  |                     |                               | Club Atlético River Plate  | Club Atlético River Plate  | 0                         | 2                         |                  |                  |                  |                  |  |  |              |              |              |              |  |  |        |        |        |        |
|  | 9                   | Club Atlético Banfield        | Club Atlético River Plate  | Club Atlético River Plate  | 0                         | 2                         | 3                | 2                |                  |                  |  |  |              |              |              |              |  |  |        |        |        |        |
|  | 9                   | Club Atlético Banfield        |                            |                            |                           |                           |                  | 2                |                  |                  |  |  |              |              |              |              |  |  |        |        |        |        |
|  | 8                   | Independiente Medellin        | 0                          | 0                          |                           |                           |                  |                  |                  |                  |  |  |              |              |              |              |  |  |        |        |        |        |
|  | 8                   | Independiente Medellin        | 0                          | 0                          | Club Atlético Banfield    | Club Atlético Banfield    | 1                | 2                |                  |                  |  |  |              |              |              |              |  |  |        |        |        |        |
|  |                     |                               |                            |                            | Club Atlético Banfield    | Club Atlético Banfield    | 1                | 2                |                  |                  |  |  |              |              |              |              |  |  |        |        |        |        |
|  |                     |                               | Club Atlético River Plate  | Club Atlético River Plate  | 1                         | 3                         |                  |                  |                  |                  |  |  |              |              |              |              |  |  |        |        |        |        |
|  | 16                  | LDU Quito                     | Club Atlético River Plate  | Club Atlético River Plate  | 1                         | 3                         | 2                | 2                |                  |                  |  |  |              |              |              |              |  |  |        |        |        |        |
|  | 16                  | LDU Quito                     |                            |                            |                           |                           |                  | 2                |                  |                  |  |  |              |              |              |              |  |  |        |        |        |        |
|  | 1                   | Club Atlético River Plate     | 1                          | 4                          |                           |                           |                  |                  |                  |                  |  |  |              |              |              |              |  |  |        |        |        |        |
|  | 1                   | Club Atlético River Plate     | 1                          | 4                          |                           |                           |                  |                  |                  |                  |  |  |              |              |              |              |  |  |        |        |        |        |
|  |                     |                               |                            |                            |                           |                           |                  |                  |                  |                  |  |  |              |              |              |              |  |  |        |        |        |        |

### Huitièmes de finale
| Équipe 1                      | Résultat      | Équipe 2                   | Aller | Retour |
| ----------------------------- | ------------- | -------------------------- | ----- | ------ |
| Clube Atlético Paranaense     | 3 - 3 5-4 tab | Cerro Porteño              | 2 - 1 | 1 - 2  |
| CF Universidad de Chile       | 2 - 4         | Santos Futebol Clube       | 2 - 1 | 0 - 3  |
| Club de Fútbol Pachuca        | 2 - 4         | Chivas de Guadalajara      | 1 - 1 | 1 - 3  |
| Atlético Junior               | 3 - 7         | Club Atlético Boca Juniors | 3 - 3 | 0 - 4  |
| Sociedade Esportiva Palmeiras | 0 - 3         | São Paulo Futebol Clube    | 0 - 1 | 0 - 2  |
| Once CaldasT                  | 2 - 3         | Tigres UANL                | 1 - 1 | 1 - 2  |
| Club Atlético Banfield        | 5 - 0         | Independiente Medellin     | 3 - 0 | 2 - 0  |
| LDU Quito                     | 4 - 5         | Club Atlético River Plate  | 2 - 1 | 2 - 4  |

### Quarts de finale
| Équipe 1                  | Résultat | Équipe 2                   | Aller | Retour |
| ------------------------- | -------- | -------------------------- | ----- | ------ |
| São Paulo Futebol Clube   | 5 - 2    | Tigres UANL                | 4 - 0 | 1 - 2  |
| Clube Atlético Paranaense | 5 - 2    | Santos Futebol Clube       | 3 - 2 | 2 - 0  |
| Club Atlético Banfield    | 3 - 4    | Club Atlético River Plate  | 1 - 1 | 2 - 3  |
| Chivas de Guadalajara     | 4 - 0    | Club Atlético Boca Juniors | 4 - 0 | 0 - 0  |

### Demi-finales
| Équipe 1                  | Résultat | Équipe 2                  | Aller | Retour |
| ------------------------- | -------- | ------------------------- | ----- | ------ |
| São Paulo Futebol Clube   | 5 - 2    | Club Atlético River Plate | 2 - 0 | 3 - 2  |
| Clube Atlético Paranaense | 5 - 2    | Chivas de Guadalajara     | 3 - 0 | 2 - 2  |

### Finale
| 6 juillet 2005 | Clube Atlético Paranaense | 1 - 1 | São Paulo Futebol Clube | Stade José-Pinheiro-Borda, Porto Alegre          |                                                  |
|                | Aloísio 14e               |       | 52e (csc) Durval        | Spectateurs : 35 000 Arbitrage : Jorge Larrionda | Spectateurs : 35 000 Arbitrage : Jorge Larrionda |

| 14 juillet 2005 | São Paulo Futebol Clube                             | 4 - 0 | Clube Atlético Paranaense | Stade de Morumbi, São Paulo                       |                                                   |
|                 | Amoroso 16e · Fabão 52e · Luizão 70e · Tardelli 89e |       |                           | Spectateurs : 72 000 Arbitrage : Horacio Elizondo | Spectateurs : 72 000 Arbitrage : Horacio Elizondo |

| Vainqueur de la Copa Libertadores 2005  |
| --------------------------------------- |
| São Paulo Futebol Clube Troisième titre |

## Meilleurs buteurs
9 buts
- Santiago Salcedo (Cerro Porteno)

6 buts
- Robinho (Santos)
- Ricardinho (Santos)
- Aparecido Francisco Lima (Atletico PR)
- Omar Bravo (Chivas)
- Martín Palermo (Boca Juniors)
- Daniel Rubén Bilos (Banfield)
- Martín Arzuaga (Atlético Junior)
- Antonio Ernesto Farías (River Plate)

5 buts
- Rogério Ceni (Sao Paulo)
- Luizão (Sao Paulo)
- Deivid (Santos)
- Rodrigão (Santo André)
- Francisco Palencia (Chivas)
- Andrés Guglielminpietro (Boca Juniors)